# 小中一貫教育
小中一貫教育（しょうちゅういっかんきょういく）とは、初等教育（一般の小学校で行われている教育）と前期中等教育（一般の中学校で行われている教育）の課程を調整し、一貫性を持たせた体系的な学校制度のことである。また、これを行っている学校を小中一貫校（しょうちゅういっかんこう）という。

## 概要
児童・生徒数の少ない過疎地などの学校では学級数も少なく、嘗てから小学校及び中学校で校舎、体育館、敷地等を共用する小中併設校（小中併置校）が存在し、行事なども小・中学校合同で実施したり、校長も兼任する場合もみられた。
近年では学校の規模にかかわらず、より積極的に初等教育と中等教育の連携を試みようとする小中連携や小中一貫教育が行われている地域もある。
小中一貫教育は明治時代以降から続く長年の教育制度や慣習（目的・目標の異なる初等教育と中等教育のあり方）の変更をも伴う。児童・生徒の数が多く多様な価値観をもつ都市部などでは、施設の形態、学級数、運営方法等の課題も多くなる。また、小中一貫教育に積極的ではない地域との整合性や、中高一貫教育など他の学校種との接続、連携といった課題もある（詳細は下記参照）。

## 日本の小中一貫教育
カリキュラムや学校運営については設置者によって柔軟に運用することができるため一概には記述できないものの、先行の小中一貫校の主な先行例を挙げると次の通りである。
- 小学校段階からの定期考査（中間試験、期末試験。いわゆる定期的テストの実施）
- 授業時間の小中統一（20分休みや業間休みなし）
- 小学校段階からの教科担任制
- 児童会と生徒会の一体化（「児童生徒会」と呼ぶ場合もある）
- 学校行事の小中一体化（小学生と中学生が入学式、卒業式、運動会などを一緒に行う）
- 小学生と中学生の校則の統一化（小学生段階からランドセル登校が禁止、頭髪指導、小学生が中学生と統一感のある制服着用を義務化している小中一貫校もある（学校指定のブレザー、半ズボンなど））
- 小中一貫の部活動（小学生段階から部活動の実施）

など、従来であれば中学校段階の教育の特徴とされてきた慣習的制度（定期考査、校則、部活動等）が小学校段階に早期化されている場合が多く、小学校を中学校化することによって小中学校間の境（いわゆる「中一ギャップ」）を解消しようというのが教育上の建前である。

## 施設の形態
施設の形態としては、小学校と中学校を同じ校舎にした「施設一体型」、校舎が隣接する「施設隣接型」、校舎が別の場所にある「施設分離型」、また、9年間の課程を一体化させた新たな学校種である「義務教育学校」 がある。
現行の小学校と中学校を施設一体型で小中一貫校化した場合、学校の統廃合が伴う。そのため現行の小中学校の小中一貫校化については、「学校統廃合及びそれに伴う教育予算の削減」ではないか、との指摘もある。
また、複数の小学校および中学校を統廃合するのに伴い小学生～中学生に合わせた施設の新築、増改築を行う場合も多く、建設コストがかかる。都市部では、現行の小学校にあるような校庭の遊具施設を設置できない（しにくい）場合もある。さらに、従来よりも学区が広域化することで通学距離が長くなったり、従来の地域コミュニティーから遠方になる場合等のデメリットもある。

### 小中一貫教育の施設形態と特徴
- 施設一体型
  - 同一の校舎内に小学校および中学校の全学年（9学年）があり、組織・運営ともに一体的に小中一貫教育を行う
  - 学校施設は、新規に施設を建設し、または既存の施設を改築する必要がある
  - 組織運営は、小中学校の教育職員が一体となって教育活動を実施
  - 施設の統廃合を伴う場合が多い
- 施設隣接型
  - 隣接する小学校及び中学校で、教育課程および教育目標に一貫性をもたせる
  - 学校行事を小学校および中学校で合同実施
  - 一体感のある教育活動を実施
  - 施設の統廃合がない
- 施設分離型
  - 離れた場所にある小学校及び中学校で、教育課程および教育目標に一貫性をもたせる
  - 小中学校で互いに連携を図りながら教育活動を実施
  - 施設の統廃合がない
- 義務教育学校
  - 初等教育6年と中等教育3年の計9年間の課程を一体化させた学校種。2016年4月に制度化。
  - 校長は1人。9学年の校務を1人の校長がつかさどる。
  - 義務教育学校の標準学級数は1校あたり18～27学級（学校教育法施行規則）
  - 施設の統廃合を伴う
  - 義務教育学校の設置は学校関係者・保護者・地域住民の理解と協力を得ながら進める[3]

## 学年の区切り
「6・3制」のほかにも、「4・3・2制」、「5・4制」など、地域の実情に合わせて設置者が区切ることもできる。
義務教育学校では、小学校および中学校の学習指導要領を準用するため、現行の6年制の小学校と3年制の中学校に合わせて前期課程（小学校段階）と後期課程（中学校段階）になっている。前期課程を小学部、後期課程を中学部と称する場合もある。
6年制の小学校制度は1907年（明治40年）の小学校令改正による尋常小学校から100年以上の歴史があり、世代を超えて定着しており、また、国際的にも初等教育（小学校に属する教育）と中等教育（中学校・高等学校に属する教育）とは別にした教育制度が主流となっている 。学年の区切りをいかにするべきかは議論も多く、6-3-3制、6-6制が主流の現行の教育制度の中において、公立の一部の学校が異なる学年区分を適用することには異論もある。

## 入学者選抜
公立の場合、施設の形態にかかわらず入学者選抜は行わない。これは公立の義務教育の中において「エリート校」化することを懸念する意見があるためである。しかし、入学者選抜を行わない場合、柔軟なカリキュラム編成を生かした「早期カリキュラム」のような独自の一貫教育が可能なのか、疑問も指摘されている。横並び意識の強い日本の教育風土においては様々な課題もある。

## 小中一貫教育の議論（メリット・デメリット等）
小中一貫校（義務教育学校）の制度に関しては、これまで、中央教育審議会、国会、地方議会、教育委員会、教育学者、教育評論家等の間で様々な議論が行われている。初めての制度の導入に伴うメリット、デメリットがあり、制度そのものについて推進意見、慎重意見もある。

### メリット
- 小学校と中学校の連携・接続による所謂「中1ギャップ」の解消[注 2]
- 施設一体型の場合はコストダウンがはかれる（ただし、文部科学大臣は教育予算削減が制度の目的であることを否定的に答弁[2]）

### デメリット
- 人間関係が固定化しやすくなってしまう[5]。
- 行事活動等で小学生（特に5、6年生）のリーダーシップ性を育てる機会が減少する[8]。
- 小学校の卒業式、中学校の入学式が無い場合、進級、進学の意識やけじめが付きにくく、中学校の入学への新鮮さが弱まる恐れがある。
- 9年間の途中で学習に挫折をする可能性（カリキュラムを早期化する場合）[9]。
- 教職員の教育免許は小学校の教員免許状および中学校の教員免許状を有する者でなければならないが[10]、両者の養成課程は独立している場合も多く、両方の免許を取得していない教員も少なくない。
- 小学校段階から教科担任制を導入すると、学級担任制のメリット[11] がなくなってしまう。
- 職員の会議が多くなり、職員の負担が増加する[12]。
- 単元や授業の区切りごとに行ってきた小学校段階の試験が、定期考査での評価に移行することで小学生へのストレスが生じてしまう。
- 中高一貫教育（中等教育学校制度等）との整合性がない。一つの自治体や地域の中に小学校、中学校、中等教育学校(中高一貫校)、義務教育学校が併存することになる[5]。義務教育学校前期課程から中学校または中等教育学校への進学は原則として妨げはないものの、一貫教育の途中で転校や進学をすることは、9年間の小中一貫教育を目的として教育方針を打ち出している本来の小中一貫校の教育趣旨とは異なる。また、中高一貫校への進学率が高い地域などでは、一貫教育の途中で他校への進学や転校を無条件に認めていると小学部と中学部の間に質や数の差が生じ、小中一貫の本来の教育趣旨を自ら否定することにもなりかねず、現在主流の6-3-3制や6-6制の教育制度の中において9年制の小中一貫校の存在意義も曖昧になりかねない[注 3]。
- 一貫教育の目的として教育課程の連携やギャップの解消を標榜しているにもかかわらず、公立の小中一貫校の場合、高等学校には接続されておらず、高校受験や進学手続き等は現行の公立中学校の制度と変わらない。なお、私立では12年一貫教育が行われているものの6-3-3制の学年区分に合わせた小・中・高の各組織に校長を置き、それぞれ入学者選抜（選考）、入学、卒業を行っている場合がほとんどである。
- 義務教育学校では一人の校長が9つの学年の校務を一人把握しなければならない。
- マンモス校化しやすい（先行の小中一貫校の中には全校児童生徒1500人の学校もある[13]）。都市部の学校では顕著になる。施設一体型の小中一貫校がマンモス校化した場合でも、統廃合前の用地が処分されている場合、再び元の小学校、中学校に戻すことは困難になる。
- 施設一体型では学校統廃合が伴う。それに伴い学区が広域化することで通学距離が長くなる場合もある。18校の小学校、中学校が統廃合されて6校の小中一貫校になった地域の例もある（実質12校の廃校）[14]。
- 体育館、プール等の施設利用の調整が困難になる（活動の異なる9学年で調整しなければならない。プールは小中学生で水位が異なる。全校一斉に行う行事等の大規模化など）、中学生のクラブ活動（部活動）により小学生が放課後に体育館を使えない施設もある[15]。
- 小学生が中学生の悪影響を受けやすくなる恐れがある(暴力などの非行の低年齢化やいじめなど)。
- 小中学生が接触することにより感染症（インフルエンザ等）が小学生から受験期の中学生に感染しやすくなってしまう。また、指定感染症等による休校の場合、影響が9学年（小学1年生～中学3年生）に及んでしまう恐れがある。
- 制服のある小中一貫校では小学生と中学生で統一した制服や持ち物（バッグ等）をそろえなければならず、現行の小学校・中学校で用いられているような標準服等に比較してコストがかかる[16]。小学生段階から中学生に合わせた制服や持ち物に統一している小中一貫校も少なくない。中学生と同様に校則の書かれた児童手帳の携帯義務、小学低学年段階の児童にスカート丈を指定、斬新なデザインの制服、校章の入った指定品を着用させる、頭髪規定等の詳細な校則を適用している公立の小中一貫校もある。
- 判断力のまだない小学生に中学生と同じ校則を適用することで校則問題が潜在化し、小学生へのストレスが増加してしまう。
- 世間一般に「義務教育学校」という名称に馴染みがない。また、正式名称として「学園」のみ（「学校」という文言を含めない）の名称を用いると、一般に認識されている他の政策的施設（福祉施設、少年刑事施設等）と判別がしにくくなる。
- 私学の一貫校と競合している地域では、民業（私学）を圧迫する。
- 小学部から部活動がある場合の問題
  - 地域のスポーツ少年団活動や習い事との調整が必要になる。
  - 部活動選択の時期が早いと適性を見極める機会も早期化せざるを得ない。早期に始めたとしても、入学者選抜（スポーツ推薦等）も無く体力格差も大きい一般住民の児童が集まる公立の義務教育の学校では、圧倒的多数を占める平凡的な能力の児童への対応がメインとならざるを得ない。
  - 小学生と中学生の実力の差は大きく、統一した活動は難しい。
  - 小学高学年段階から入部する場合、最上級生になるのに4年かかり下積み期間が長くなる。適性と合わない部活動であっても辞めることが困難な場合、長期間我慢しなければならない。その一方で、最上級生は年齢も能力も異なる4学年分の下級生を含む部をまとめなければならず、受験期も重なって負担が大きくなる。
  - 中学生の影響が大きいと、従来の中学生の悪しき部活動文化が小学生へ移行する（いわゆる「ブラック部活」の問題）。
  - 小学生の部員に実力があったとしても中学生と一緒に大会に参加できない（参加資格がない、年齢制限）。

など

## 小中連携
小中連携とは、小学校および中学校が各々別個である「6・3制」を前提に、教育課程および制度をそのままにして、教育課程及び教育目標の共通部分に関し、協同する取り組みを行い、小学校と中学校の教職員の交流や連携を密にしていくことをいう。

## 小中一貫教育に関する教員免許資格
教育職員免許法 の規定により、小学校教諭一種免許状および中学校教諭一種免許状の両方を併せ取得する方法は、次の通りである。
- 教科に関する科目についての単位修得方法
  - 小学校の全教科（国語、社会科、算数、理科、生活、音楽、図画工作、体育及び家庭）の9教科に関する科目のうち、1以上の科目区分について8単位以上を修得（標準的には、1教科に相当する科目区分あたり2単位の4教科以上の履修となる場合が多いが、そのうち1教科区分については、音楽、図画工作、体育から選択必修とされている）
  - 受けようとする中学校の免許教科について1免許教科ごとに20単位以上を修得
- 教職に関する科目についての単位修得方法は、小学校教諭一種免許状の41単位及び中学校教諭一種免許状の31単位であり、小学校教諭一種免許状と中学校教諭一種免許状との間での教職に関する専門科目の単位の修得方法の相違点は次の通りである。
  - 教育の理念並びに教育に関する歴史及び思想のうち教育原理については、幼稚園・小学校の教育を中心とする初等教育原理と、中学校・高等学校の教育を中心とする中等教育原理の両方の単位修得を必要とする。ただし、1科目の中に、初等教育に関するものと中等教育に関するものの双方が含まれている事が課程認定されれば、この限りではない。
  - 幼児・児童・生徒の発達及び学習の過程のうち発達心理学の単位修得については、幼稚園・小学校用の児童心理学と中学校・高等学校用の青年心理学については、小中間でダブルカウントできない。児童心理学及び青年心理学に関わる内容の双方を包括し、なおかつ心身に障害のある児童・生徒に関する内容（特別支援教育における、児童生徒の心理、生理・病理に関する内容を包括すること）を含めることで、課程認定されれば、同一の科目で対応は可能。
  - 各教科の指導法（教科教育法）の単位修得方法は、小学校教諭一種免許状を取得する場合は小学校9教科の指導について各2単位以上、中学校教諭一種免許状を取得する場合は取得しようとする免許教科ごとに8単位以上修得する。
  - 教育実習については、幼稚園又は小学校での教育実習と、中学校又は高等学校での教育実習の両方が必要となる。
    - 教育に関する社会的、制度的又は経営的事項（教育法・教育行財政学・教育社会学・学校経営学）について6単位以上[要出典]

教員養成を目的とする大学・学部の学生は小学校および中学校の両方の教諭の一種免許状を取得できるが、年間履修単位数がはなはだしく膨れあがる一方、教員養成を目的としない一般大学では、中学校および高等学校の両方の教諭の一種免許状、あるいは幼稚園および小学校の両方の教諭の一種免許状のいずれかしか取得できない。よって教育職員免許法での認定課程制度および単位修得方法により、大学（特に一般大学）で小学校および中学校の両方の教諭の普通免許状を同時に取得するのは、とても厳しいか、または全くできない。できたとしても、大学設置基準により、近年では、コンプライアンスの観点からも、1年度の間に履修が可能な単位数に上限を設けているケースが多いため、1年間に50単位まで履修登録が可能と仮定しても、4年間で200単位までしか履修登録はできない（単位を落とした場合は、その分がロスになるため、結果的には4年間で200単位の履修も難しくなる場合もある）ため、4年で卒業できない可能性が出てくる場合もある。
大学通信教育の場合は、大学通信教育設置基準についても、年間の学習時間数等の設定方法（1単位を修得するのにかけるべき時間数）は、上述した大学設置基準の内容にほぼ準ずるが、レポート提出や科目修了試験の受験ができなかった等の理由により、履修した科目の単位の取りこぼしがあったとしても、翌年度に繰越して、規定の単位数に取りこぼした科目に関する単位数であれば、履修することができる場合もある。

## 沿革
- 1941年に尋常高等小学校を国民学校に校種名を変更。さらに、尋常小学校相当を国民学校初等科、高等小学校相当を国民学校高等科に改め、現在の初等・中等教育の一部に相当する部分を一貫化したこともある。これはドイツのフォルクスシューレをモデルにしている。

## その他

### 小中一貫教育校無免許授業担当事件
2013年8月に、長野県松本市の私立小中一貫教育校才教学園小学校・中学校で、中学校教諭の普通免許状のみ所持し小学校教諭特別免許状を有しない者が小学校の学級を担任したり、小学校教諭の普通免許状しか所持しない者が中学校の授業を担任するなどの事件が起きた。

## 各国の小中一貫教育

### オランダ
オランダの教育はK-12制であり、basisschool は4-12歳まで8段階の義務教育レベルの学校である。

### デンマーク
デンマークの教育制度ではフォルケスコーレ (Folkeskole) が存在し、6-15歳までの義務教育レベルの学校である。

### スウェーデン
スウェーデンの教育制度では、Grundskolaが存在し、6-15歳までの義務教育レベルの学校である。

### ドイツ

ドイツの教育制度。灰色が基礎学校、緑がギムナジウム、赤が実科学校、黄が基幹学校

ドイツの教育制度では、初等教育レベル基礎学校（グルンドシューレ, 4年制）修了後のキャリアは、5年制の基幹学校（ハウプトシューレ、高等小学校相当）、6年制の実科学校（レアルシューレ、中学校相当）又は中高一貫のギムナジウム（中等教育学校相当）に分かれる。
そのうち基幹学校は基礎学校と併せて、かつてはフォルクスシューレ（国民学校, Volksschule）を構成し、1964年10月28日のハンブルク協定による校種名変更後 は、フォルクスシューレは基礎学校と基幹学校を併せた通称とされ、9年制小中一貫教育校である。
1919年のヴァイマル憲法 (Weimarer Verfassung) 第145条では、義務教育履行のため8年制のフォルクスシューレ（小中一貫制）と、満18歳に達するまでの職業学校を設けることが明記された。
ドイツのフォルクスシューレの修業年限は、従前は8年間（Unterstufe（下級段階、現在の基礎学校）4年間、Oberstufe（上級段階、現在の基幹学校）4年間）であるが、現在は9年間である。この9年間のうち、前期4年間が基礎学校（小学校の第1学年から第4学年まで）に、後期5年間が基幹学校（小学校第5学年から中学校第3学年まで）に該当し、基幹学校の学年は「4・3・2制」の中期3年間及び後期2年間と一致する。

### アメリカ
- K-8学校（英語版）

### 台湾
- 九年一貫課程 (台湾)（中国語版）